# 福尔德尔斯
福尔德尔斯是奥地利蒂罗尔州因斯布鲁克兰县的一个市镇。总面积32.4平方公里，总人口4330人，人口密度133.6人/平方公里（2011年）。

## 参见

福尔德尔斯 - Volders
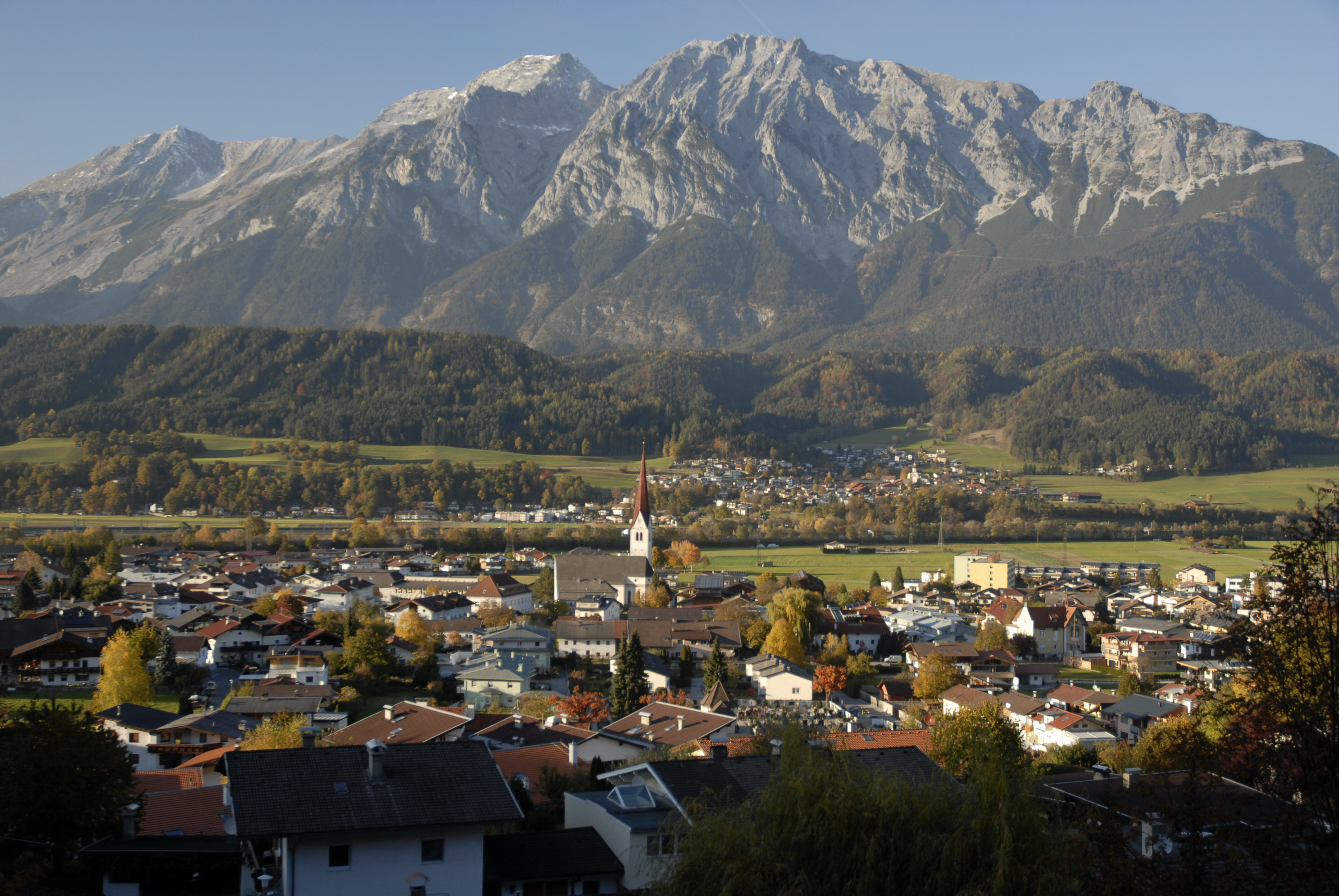
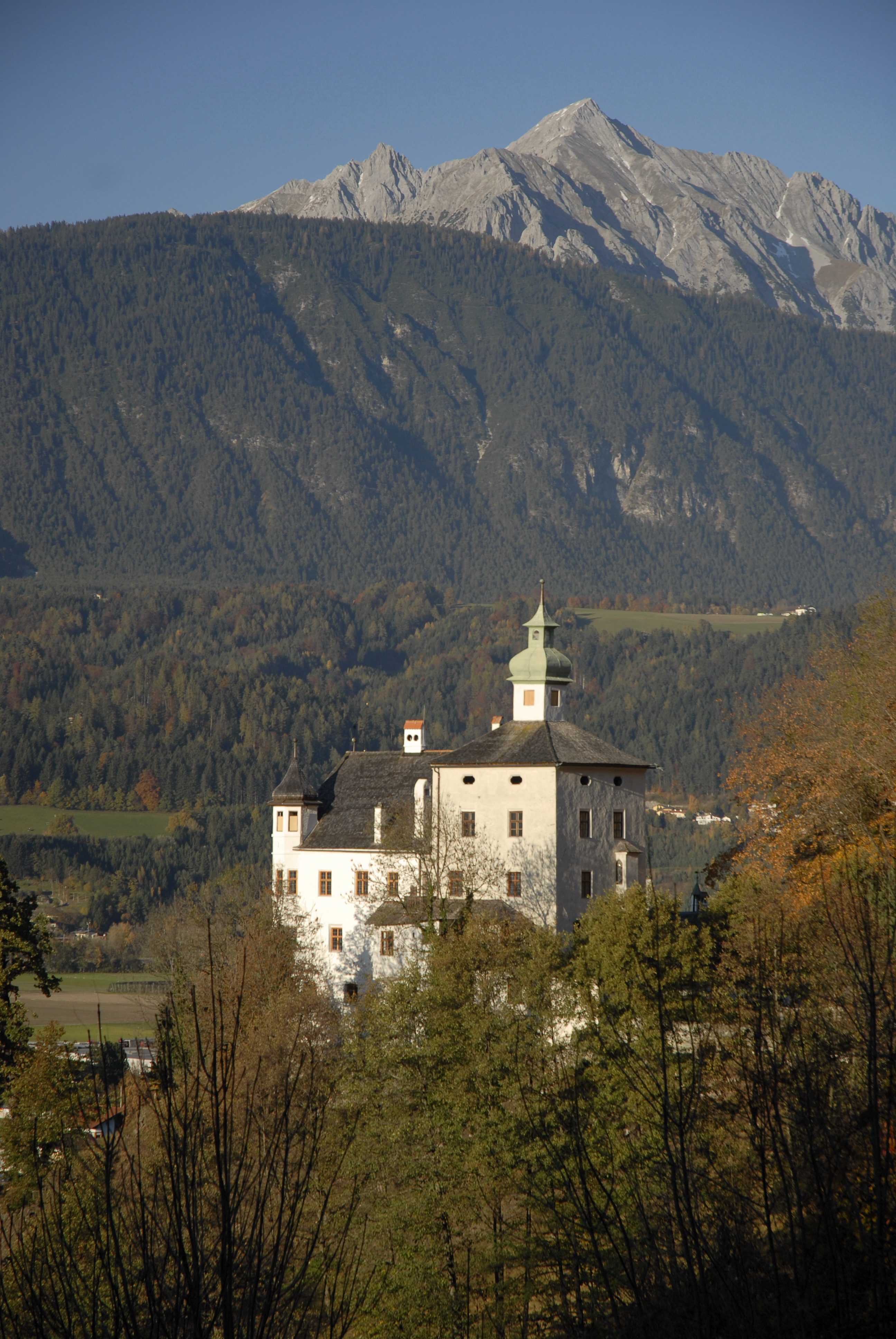
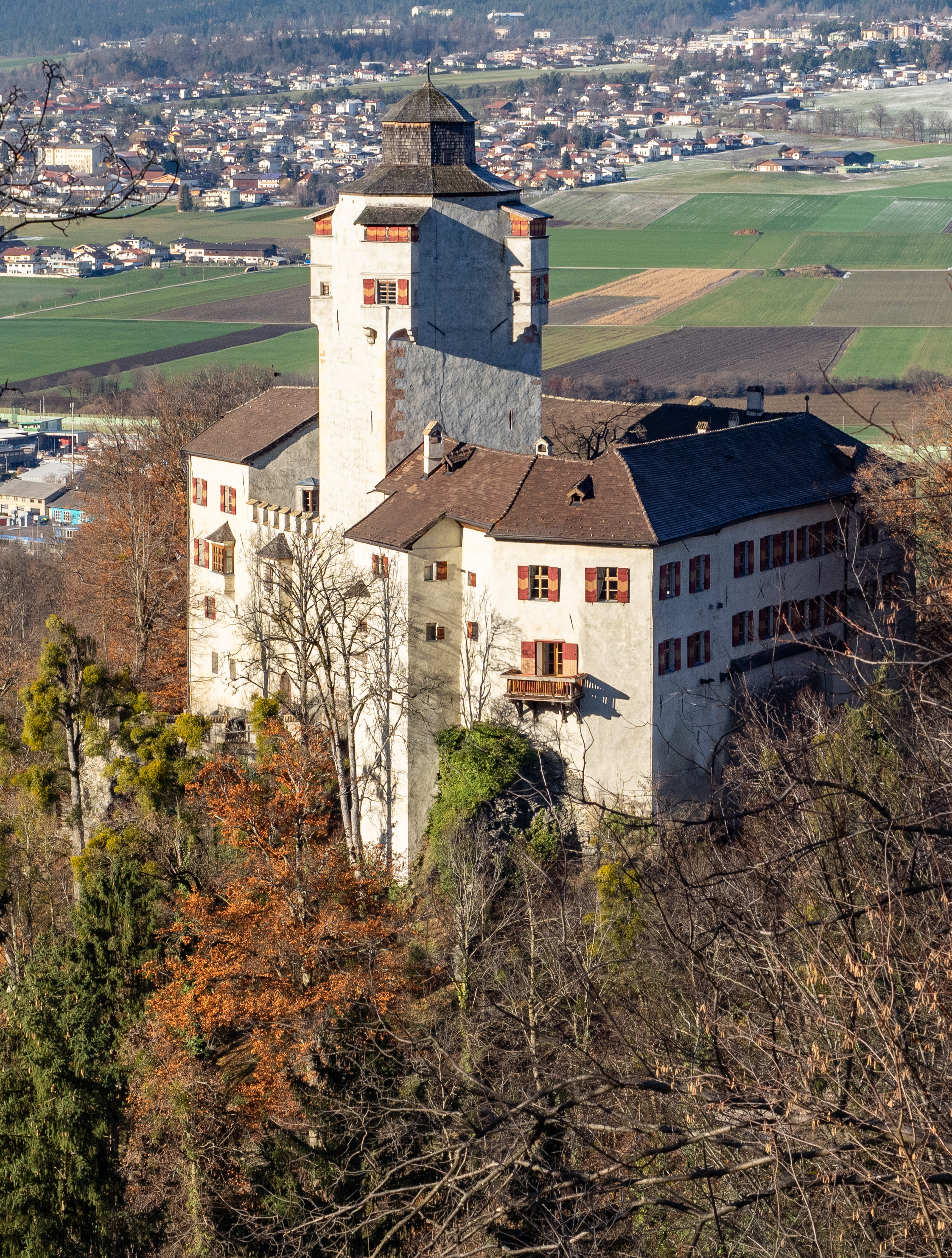
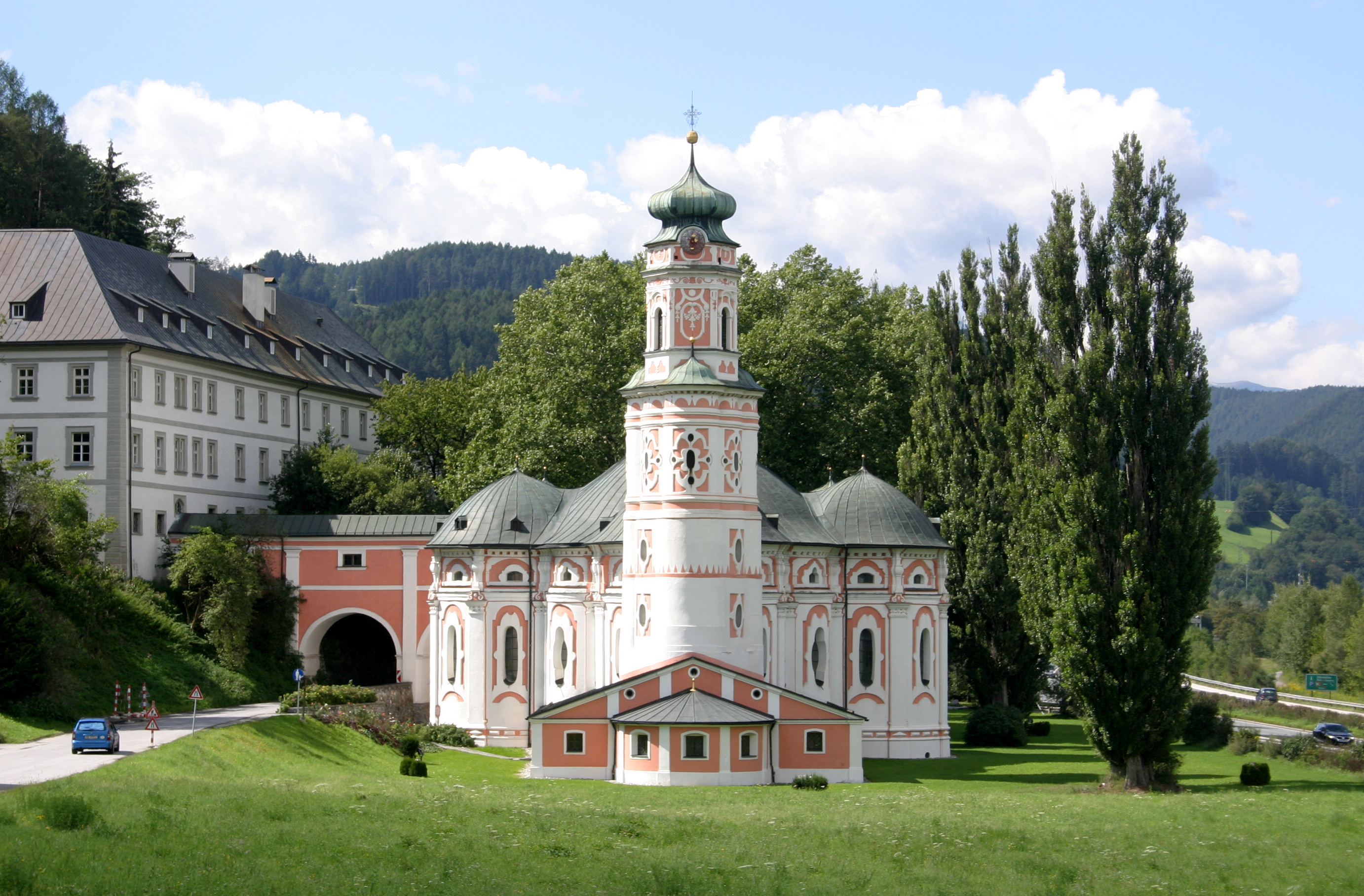
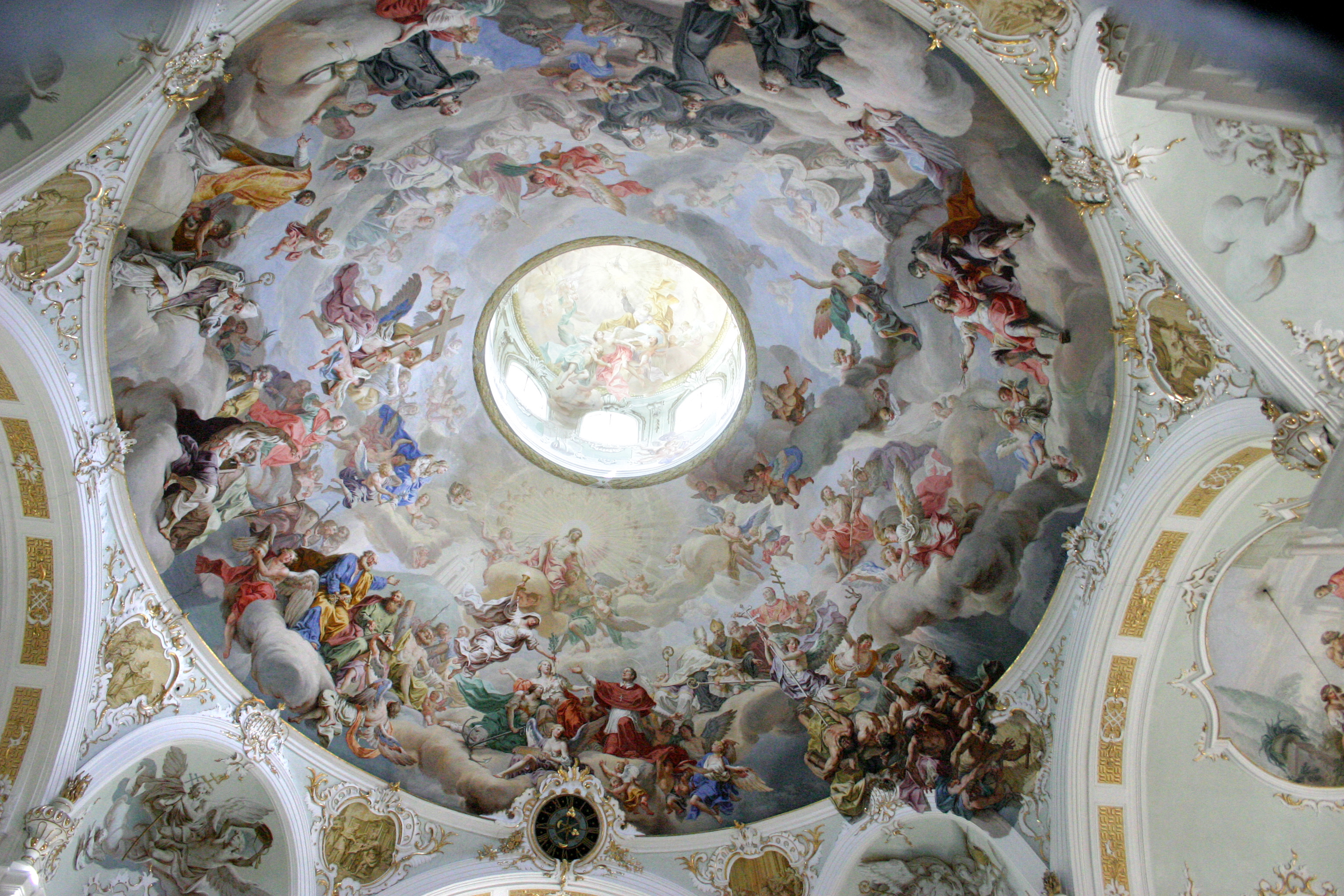
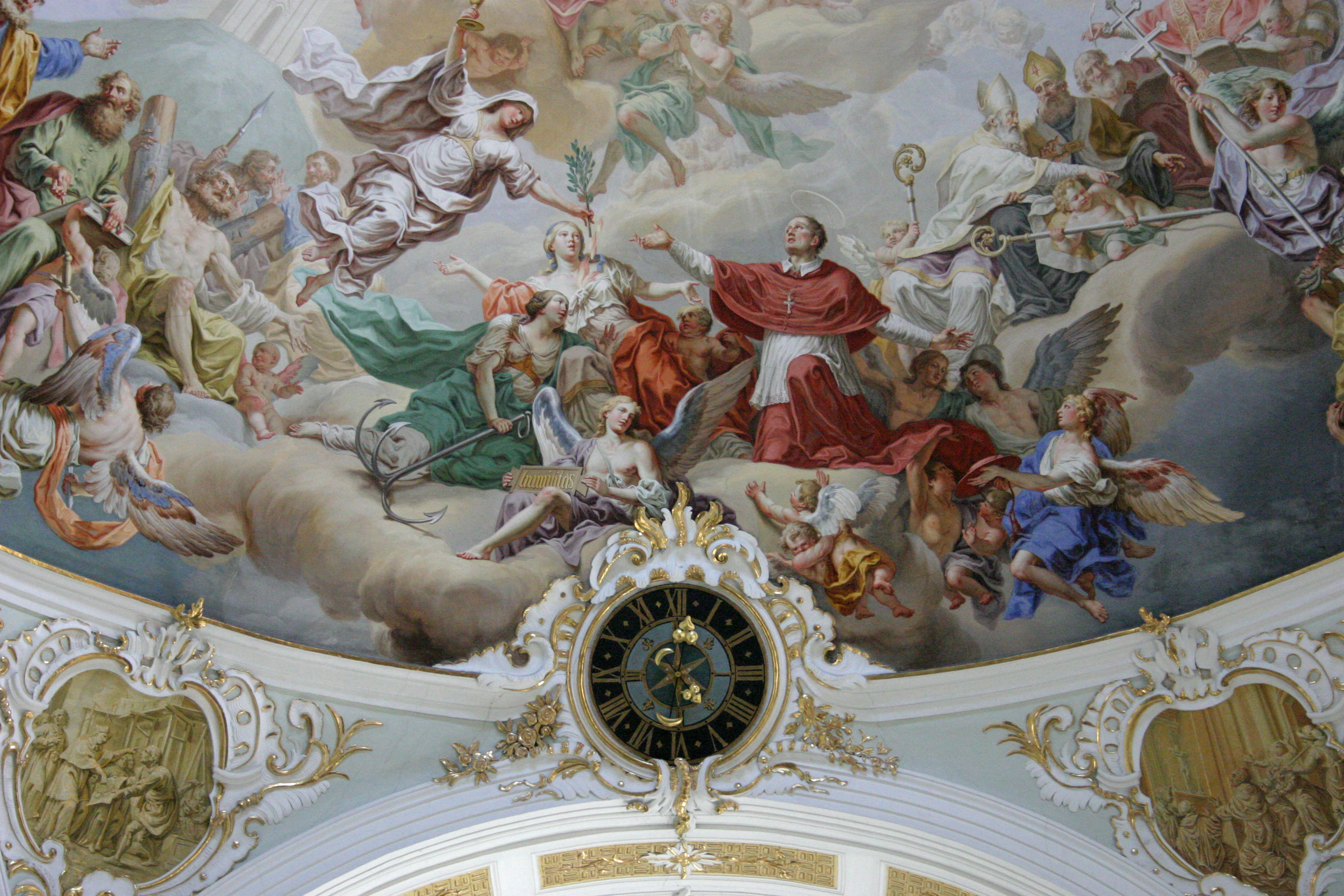